# Саломея Александра
Саломея Александра (івр. שְׁלוֹמְצִיּוֹן אלכסנדרה, Shelamzion чи Shlom Tzion, 139 до н.е. — 67 до н.е.) — перша правляча цариця Юдеї з часів оспорюваного перебування на престолі Аталії вісьмома століттями раніше. Представниця родини Хасмонеїв, єврейської династії, яка правила більшою частиною Палестини з кінця II до початку I ст. до н.е.

## Походження та життя до правління

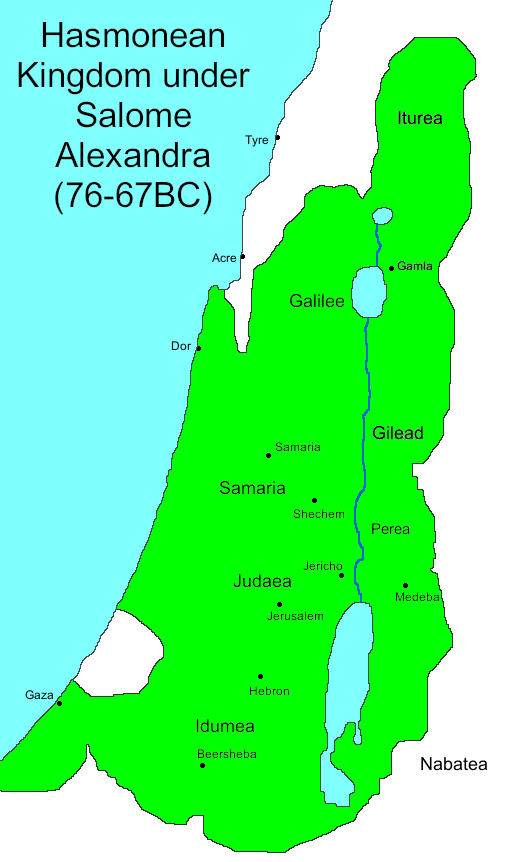
Царство Хасмонеїв за часів Саломеї Александри

Про рідну родину та походження Саломеї нічого не відомо. Якщо Хасмонеї дотримувалися біблійних приписів щодо шлюбу первосвящеників, можна зробити висновок, що вона походила з роду Ааронідів. Йосип Флавій стверджує, що на момент смерті в 67 р. до н.е. їй було сімдесят три роки, що дає їй змогу народитися приблизно у 140 р. до н.е. За всіма даними, вона була дружиною з Александром Яннаєм (правив у 103 - 76 рр. до н.е.). Припущення, що раніше вона була дружиною брата та попередника Янная, Арістобула I (правив у 104 - 103 рр. до н.е.), було оскаржено. Один засвідчений випадок участі цариці в державних справах під час правління її чоловіка є надто хиткою основою для припущень про її особисту владу в той час. Тим не менш, важливо, що після 27-и літнього правління Яннай призначив її, а не одного з їхніх синів, своїм наступником. За Йосипом Флавієм перед своєю смертю Яннай бере з неї обіцянку покінчити протистояння між фарисеями та садукеями.

## Сходження на престол та правління
У 76 р. до н.е. сходження Саломеї на престол вимагало делегування посади первосвященика одному зі своїх синів (як жінка, вона не могла зайняти цю посаду). З цього часу і переривається сумісництво двох посад — царя та первосвященника. Вона обрала на посаду первосвященника старшого сина, Йоханана Гіркана II, замість його брата, Арістобула ІІ. Хоча останній зрештою намагався повалити її, той факт, що цариця була готова довірити Арістобулу армію, спростовує думку про те, що його амбіції були вирішені наперед. Опис Арістобула як узурпатора-захопника ґрунтується на карикатурному зображенні Саломеї як маріонетки фарисейських махінацій. Насправді, є ознаки того, що це було не так. Найголовніше, що Саломея відмовила фарисеям у проханні стратити їхніх політичних ворогів. Але релігійні постанови пов'язані з фарисеями вона примусово підтримувала. Таким чином, оцінки її правління пов'язані з різними оцінками панування фарисеїв над юдейським суспільством.
У зовнішніх справах Саломея, безумовно, не була пішаком: вона розширила військову міць Юдеї та успішно займалася дипломатією, щоб відбити зазіхання Тиграна ІІ Великого. Оскільки вона не діяла як первосвященик, жодні монети не носять її імені, проте принаймні один палацовий комплекс надає позалітературне свідчення її досягнень як монарха.
Про її внутрішню політику відомо небагато, але як і більшість монархів, Саломея мала шанувальників і критиків. Однак, джерела, вороже налаштовані до неї, визнають, що Юдея користувалася відносною політичною та економічною стабільністю за її правління. Александра отримує схвальні згадки в пізнішій рабинській літературі, яка вихваляє її правління як золоту добу і пов'язує його з важливим фарисейським законодавством. Ім'я цариці також згадується у двох фрагментах літописного документа, знайденого в Кумрані в Сувоях Мертвого моря. Можливо, що кумранські коментарі (пешарім) побічно натякають на Саломею як на частину постійної полеміки релігійної спільноти проти хасмонеїв.
Зі смертю Саломеї Александри у 67 р. до н.е. почалася громадянська війна між синами Йохананом Гірканом II та Арістобулом II, що призвело до скорочення та остаточної втрати політичної незалежності Юдеї на користь Риму у 63 році до н.е. Це також затьмарює аналіз внутрішнього конфлікту під час її правління.